# Rozdroże pod Bielcem
Rozdroże pod Bielcem  na wysokości 779 m n.p.m., w południowo-zachodniej Polsce, Sudetach Zachodnich, Rudawach Janowickich, Górach Strużnickich.

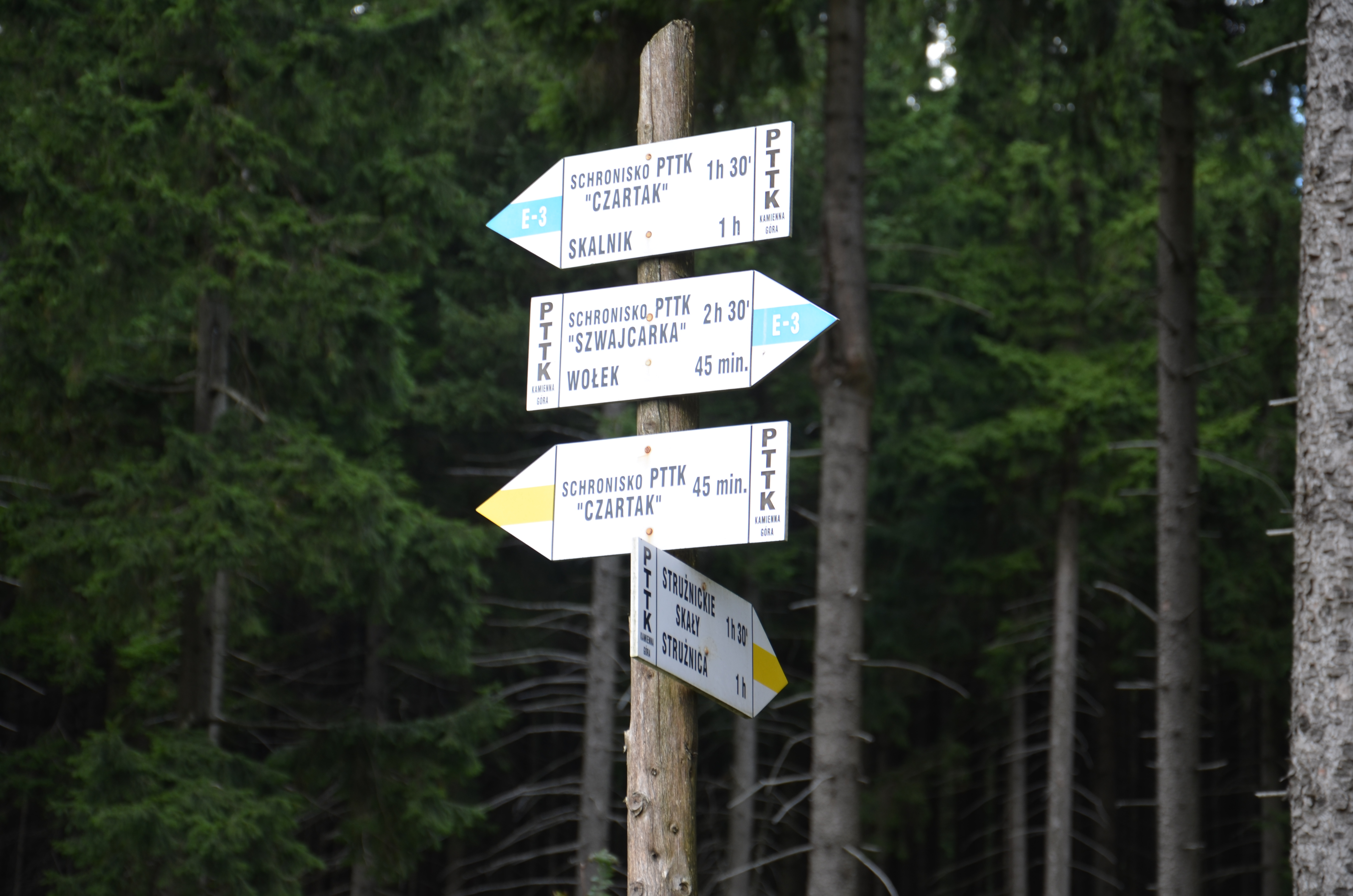
drogowskazy

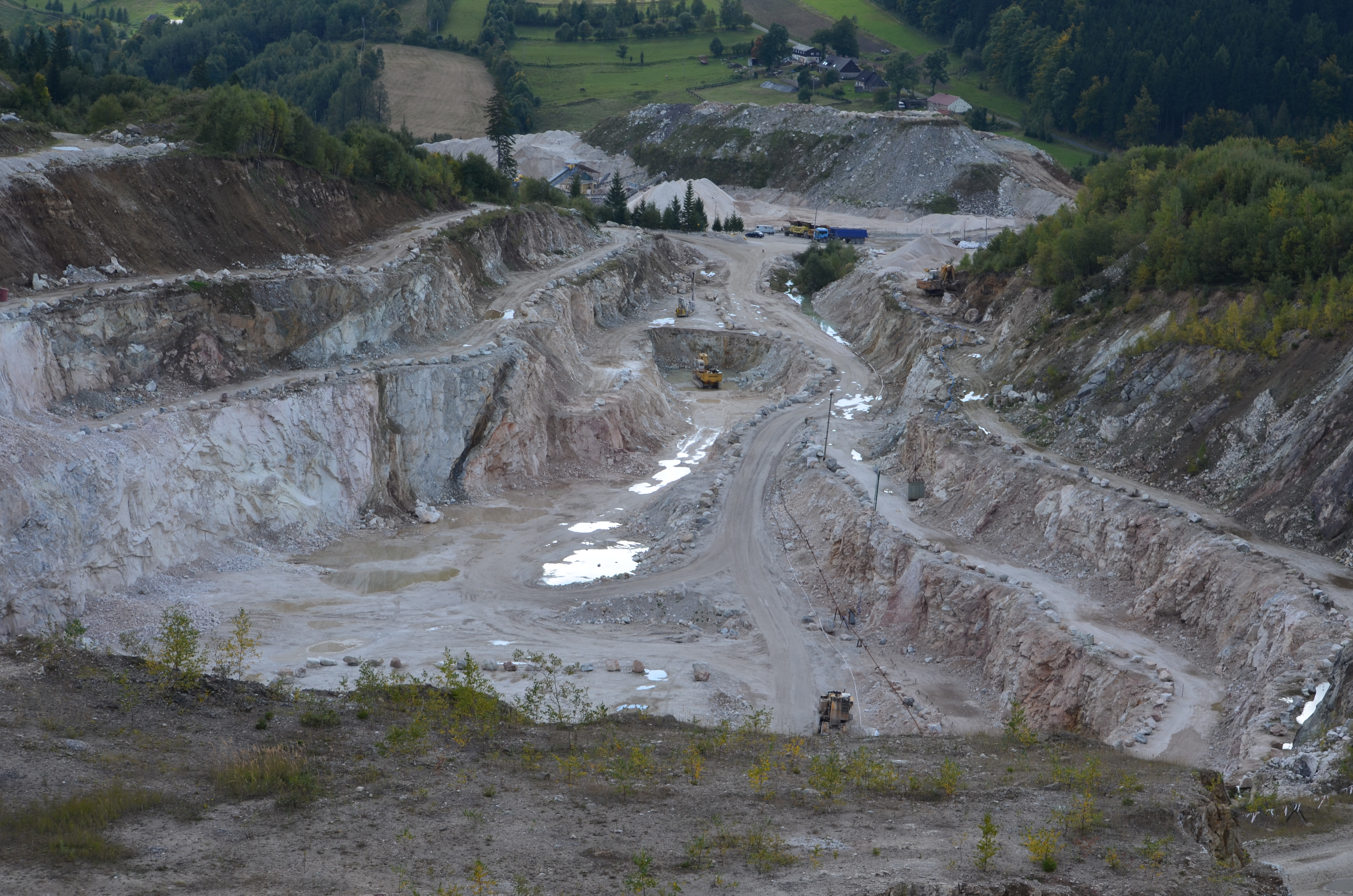
Kamieniołom dolomitu

Rozdroże pod Bielcem położone jest w południowo-środkowej części Rudaw Janowickich, na północny wschód od Przełęczy Rudawskiej oraz Rędzin, na południowy wschód od Strużnicy.
Węzeł skrzyżowań dróg leśnych (Droga Grzbietowa), łącząca Strużnice na zachód, Rędziny na południowy wschód, na południe Skalnik, na północ Starościńskie Skały oraz Polane Mniszkowską.
Rozdroże znajduje się obok szczytu Łopaty (793 m n.p.m. południowego zachodu) oraz kamieniołomu dolomitu (południowego wschodu).
Obszar w okolicy przełęczy porastają dolnoreglowe lasy świerkowe.

## Turystyka
Przez rozdroże prowadzi szlak turystyczny:
- fragment Europejskiego Szlaku E3 prowadzący z Radomierza do Kamiennej Góry przez Góry Sokole, Starościńskie Skały, Wołek.
- szlak turystyczny – przez Przełęcz Rudawską do Czarnowa.
- szlak turystyczny – przez Strużnicę do Strużnickich Skał pod Fajkę.